# O Rastro
O Rastro é um filme brasileiro do gênero terror. É a estréia do diretor J. C. Feyer. Conta com Rafael Cardoso, Leandra Leal, Felipe Camargo e Cláudia Abreu nos papéis principais.

## Sinopse
João Rocha (Rafael Cardoso), um jovem e talentoso médico em ascensão, acaba encarregado de uma tarefa ingrata: supervisionar a transferência de pacientes quando um hospital público da cidade do Rio de Janeiro é fechado por falta de verba. Quando tudo parece correr dentro da normalidade, uma das pacientes, Julia (Natália Guedes), desaparece no meio da noite, levando João para uma jornada num mundo obscuro e perigoso.

## Elenco
- Rafael Cardoso como João Rocha[3]
- Leandra Leal como Leila[4]
- Natália Guedes como Julia de Souza[5]
- Cláudia Abreu como Olivia Coutinho
- Jonas Bloch como Heitor
- Alice Wegmann como Alice
- Érico Brás como Marcio
- Felipe Camargo como Ricardo
- Domingos Montagner como Arthur Azevedo
- Gustavo Novais como Paulo César
- Cássio Gabus Mendes como Assessor
- Kelzy Ecard como Enfermeira Bianca
- Henrique Madureira Coutinho como médico